# Agrilinae
Agrilinae – podrodzina chrząszczy z rodziny bogatkowatych.

## Zasięg występowania
Przedstawiciele tej podrodziny występują na całym świecie. Najliczniejsze są w krainach etiopskiej i neotropikalnej.

## Systematyka
Do Agrilinae zalicza się 7120 gatunków i 202 rodzaje zgrupowane w 4 plemionach:
- Agrilini
- Aphanisticini
- Coraebini
- Tracheini

## Przypisy

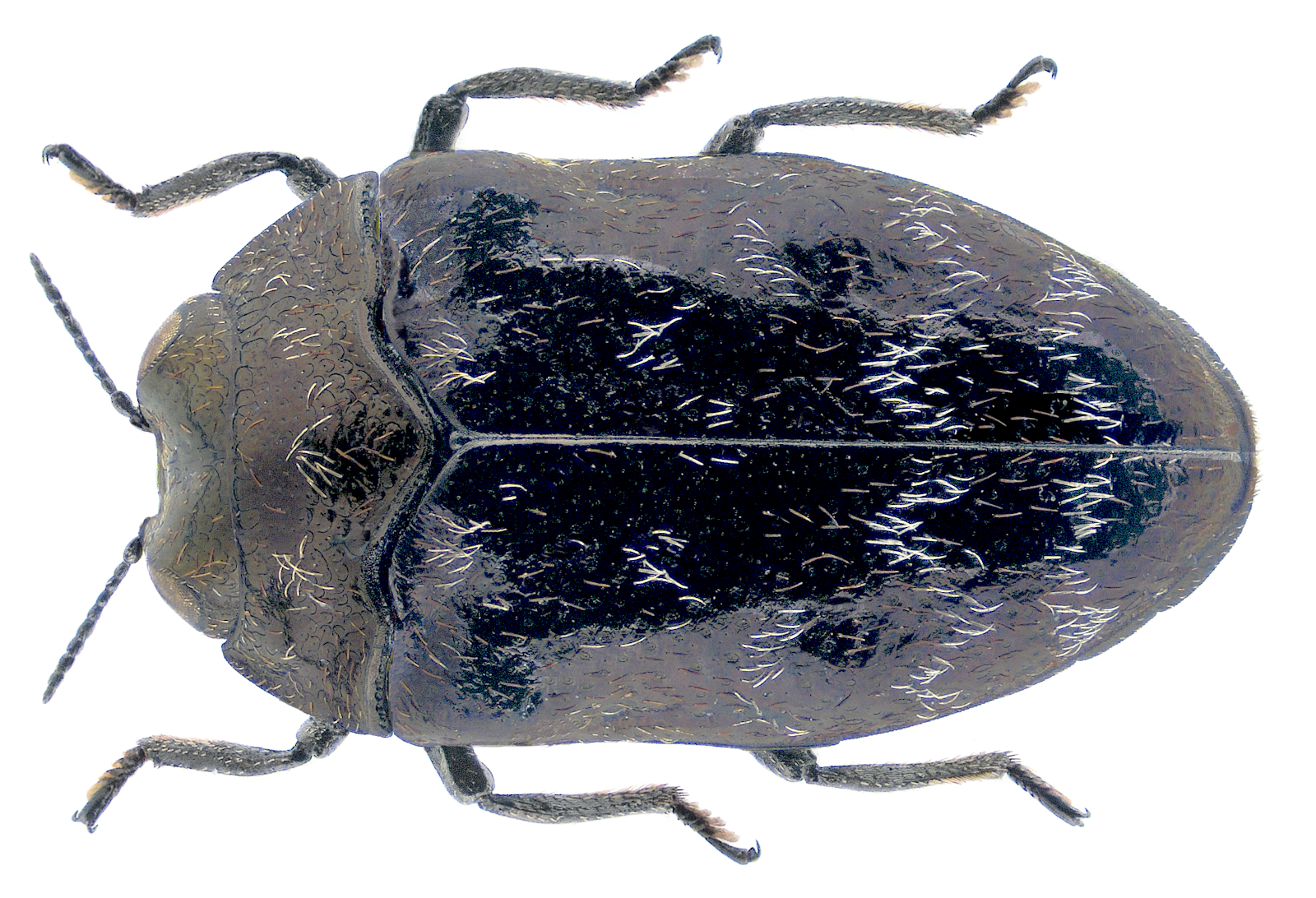
Trachys minutus